# Henryk Jaskuła

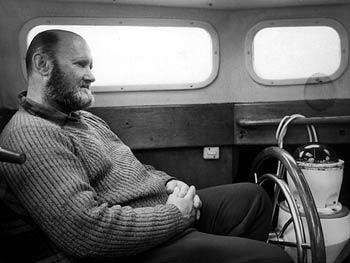
Henryk Jaskuła

Henryk Jaskuła (* 22. Oktober 1923 in Radziszów; † 14. Mai 2020 in Przemyśl) war ein polnischer Segler.
Jaskuła wurde bekannt als erster Pole, der die Welt ohne Zwischenstopp als Alleinsegler umrundete. Er begann die Reise mit der Yacht Dar Przemyśla am 12. Juni 1979 in Gdingen und kehrte am 20. Mai 1980, nach 344 Tagen an den Ausgangspunkt zurück.
Zusammen mit seiner Frau Zofia Jaskuła hatte er die Tochter Lidia Morawska, eine australische Physikerin.